# Fort Saint-Louis (Nouvelle-Écosse)
Pour les articles homonymes, voir Fort Saint-Louis.
 (novembre 2023).
Si vous disposez d'ouvrages ou d'articles de référence ou si vous connaissez des sites web de qualité traitant du thème abordé ici, merci de compléter l'article en donnant les références utiles à sa vérifiabilité et en les liant à la section « Notes et références ».
Fort Saint-Louis, aussi connu sous le nom de fort Lomeron, est un fort français construit en Acadie au XVIIe siècle qui fut agrandi sur l'île de Cap de Sable près du village de Port La Tour, au point le plus au sud de la Nouvelle-Ecosse.
Le fort Saint-Louis fut édifié par le nouveau gouverneur de l'Acadie, Charles de Saint-Étienne de La Tour, sur l'île de Cap de Sable. Ce fort succédait au fort Lomeron, précédemment détruit par les Anglais et qui s'élevait au port Lomeron. Ce fort fut nommé Lomeron en l'honneur de David Lomeron, représentant et associé à la fois au gouverneur de l'Acadie, Charles de Biencourt et à Charles La Tour, et qui avait établi un port à cet endroit sous le nom de port Lomeron.
Charles de Saint-Étienne de La Tour comprit qu’il fallait agir sans tarder pour renforcer les défenses afin que l’Acadie restât française. Il écrivit à Louis XIII et au cardinal de Richelieu pour leur signaler le manque d’appui et leur apprendre qu'en exerçant les fonctions d’administrateur en Acadie à titre d’héritier de Biencourt, il avait conservé l’Acadie à la France.  La France dépêcha quatre navires, sous le commandement de Roquemont de Brison, chargés d’approvisionnements, mais les bateaux furent pris par les Anglais.
Le 8 février 1631, Louis XIII signa une commission royale ayant pour objet de nommer Charles de La Tour gouverneur d'Acadie et lieutenant général du roi. Le nouveau gouverneur La Tour fit renforcer le fort Lomeron.
Jean-Daniel Chaline, un des lieutenants de La Tour, devint commandant de ce premier établissement du cap de Sable. 
En 1628, les Britanniques prirent possession du fort Lomeron.

## Sources
1. ↑  Le réseau du Canada: étude du mode migratoire de la France vers la Nouvelle, par Gervais Carpin
2. ↑  L'Histoire acadienne de CyberAcadie